# HMV
HMV (także: hmv) – brytyjska sieć handlowa zajmująca się sprzedażą wydawnictw muzycznych, filmów, gier, akcesoriów elektronicznych i książek.

## Historia
Pierwszy sklep HMV został otwarty w 1921 roku na londyńskej Oxford Street pod numerem 363, a jego nazwa została zaczerpnięta od wytwórni płytowej His Master's Voice. W 1937 roku lokal uległ pożarowi, jednak odbudowano go dwa lata później.
W 1966 roku HMV zaczęło rozwijać swoją działalność w Londynie, a w latach 70. rozrosło się dwukrotnie. W 1986 główny sklep sieci został przeniesiony pod adres 150-154 Oxford Street, stając się największym sklepem muzycznym na świecie, a na otwarciu pojawili się Bob Geldof i Michael Hutchence. W 1990 roku otwarto HMV także w Nowym Jorku i w tamtym czasie był to największy sklep muzyczny w Stanach Zjednoczonych. Ekspansja HMV kontynuowała się w latach 90., kiedy to sieć posiadała 320 sklepów. W 1998, w ramach przedsięwzięcia typu joint venture z firmą Advent International, utworzono HMV Media Group, w której posiadanie weszła m.in. sieć księgarni Waterstones.
W 2007 roku HMV stało się posiadaczem upadłej sieci Fopp, sprzedającej podobny asortyment. W roku 2009 kupiło 50% udziałów w MAMA Group, w tym salę koncertową Hammersmith Apollo, a także 50% udziałów platformy 7digital w ramach strategii rozwinięcia swoich usług cyfrowych. Jednak na początku 2011 roku HMV ogłosiło, że zamierza zamknąć 40 swoich sklepów na skutek niskich obrotów, które spadły o 20%. Firma musiała też odsprzedać sieć Waterstones, a rok później sprzedała swoje udziały w MAMA Group. Na początku 2013 roku rozpoczął się podział spółki HMV, a wraz z tym zamknięcie ponad 100 sklepów. Sieć została zakupiona przez Hilco Capital, co zachowało ją od całkowitego upadku. Jesienią główny sklep przeniosiono z powrotem pod oryginalny adres na Oxford Street.
W grudniu 2018 spółka ponownie uległa podziałowi i w lutym 2019 jej właścicielem została kanadyjska firma Sunrise Records. W lipcu 2021 HMV obchodziło 100-lecie istnienia.